# Wolfgang Niersbach
Wolfgang Niersbach (ur. 30 listopada 1950 w Rommerskirchen) – niemiecki dziennikarz, działacz sportowy.
Jest obecnym prezesem Niemieckiego Związku Piłki Nożnej. W latach 2007–2012 był sekretarzem generalnym DFB. Stanowisko prezesa Niemieckiego Związku Piłki Nożnej objął po ustąpieniu Theo Zwanzigera 2 marca 2012 roku.